# 올리버 크롬웰

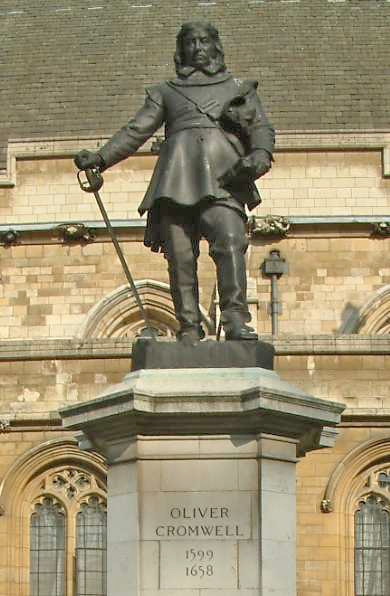
런던 의회 광장에 있는 올리버 크롬웰 동상

올리버 크롬웰(Oliver Cromwell, 1599년 4월 25일 ~ 1658년 9월 3일)은 잉글랜드의 정치가이자 군인으로 브리튼 제도의 역사에서 두각을 나타낸 사람 가운데 한 명으로 꼽힌다. 1639년부터 1653년까지 있었던 삼왕국 전쟁에서 의회파의 군사지휘관으로 명성을 얻었으며 이를 발판으로 정치가가 되었다. 1649년 1월 찰스 1세의 처형을 주도하였고 이후 수립된 잉글랜드 공화국에서 호국경이 된 그는 1653년 12월부터 1658년 9월 사망할 때까지 잉글랜드의 공위시대 동안 호국경 정치의 최고 권력자였다. 크롬웰은 신형군을 동원하여 정치 권력을 장악한 것과 1649년 시작된 크롬웰의 아일랜드 정복에서 보인 잔혹함으로 역사적 평가에 논란이 있다.:1-2
케임브리지 대학교의 시드니 석식스 칼리지에서 수학하였고 1628년 헌팅던 선거구에서 의원으로 선출되었다. 그는 40세가 될 때까지 그리 특별하지 않은 삶을 살았고 한 때 뉴잉글랜드로 이민을 고려하기도 하였다. 크롬웰은 1630년대에 독립파를 지지하는 청교도가 되었다. 이후 크롬웰은 자신의 성공이 신의 섭리에 따른 결과라고 믿었다. 당시 개신교는 매우 다양한 분파로 나뉘어져 있었고 크롬웰은 여러 종파에 대해 관용적인 태도를 지지하였지만 퀘이커나 제5왕국파와 같은 종파는 이단으로 간주하여 반대하였다.:71-73 1640년 크롬웰은 단기의회와 장기의회에서 케임브리지 의원으로 의회에 복귀하였고 1642년 8월 잉글랜드 내전이 시작되자 의회군에 합류하였다. 그는 자신의 군사 지휘 능력을 재빨리 입증하였고 1645년 토머스 페어팩스 휘하의 신형군 기병대 사령관이 되어 내전 기간 동안 왕당파를 물리치는 핵심 전력으로 활동하였다.
찰스 1세가 처형되고 그의 아들인 찰스 2세가 추방된 후 1649년부터 1651년까지 잉글랜드 의회군은 스코틀랜드와 아일랜드를 상대로 전쟁을 벌여 승리하면서 크롬웰은 새로운 공화국인 잉글랜드 연방을 장악하였다. 크롬웰은 1653년 12월 잉글랜드 연방의 호국경으로 지명되어 1658년 9월 사망할 때까지 이 직위를 유지했다. 그의 사후 아들 리처드가 호국경의 지위를 계승하였으나 1660년 왕정복고로 호국경 정치가 막을 내리게 되었고 웨스트민스터 사원에 안치되었던 크롬웰의 시신은 당시 사형집행장으로 쓰이던 타이번으로 끌려가 부관참시되었다. 이때 참수된 크롬웰의 머리는 30년 동안이나 런던탑 밖의 창끝에 매달려 놓였고 이후 케임브리지 시드니 석시스 칼리지에 재매장되었다.
크롬웰에 대한 평가는 논란이 있다. 정토웅 육군사관학교 명예교수("올리버 크롬웰은 처음에는 사회개혁을 주장하는 개혁주의자였으나, 군사 독재라는 오점을 남겼다.")와 윈스턴 처칠은 그를 군사 독재자로 평가하였고:314존 밀턴(시인), 토머스 칼라일(역사학자) 및 사무엘 로슨 가디너와 같은 청교도 지식인들은 자유를 쟁취한 영웅으로 묘사하였다. 이후 역사적 평가에 대한 논란은 여전히 진행되어 1856년 의회에서 제안된 크롬웰의 동상의 제작 기금은 로즈베리 백작 아치볼드 프림로즈기 대부분을 감당하였을 뿐이고 결국 완성 뒤에도 웨스트민스터궁 앞에 세워지기까지 수 많은 논란을 낳았다. 크롬웰의 동상에 대한 철거 논란은 오늘날에도 계속되고 있어 2020년 영국 의회에서도 논의된 바 있다.

## 성장 배경과 교육
올리버 크롬웰은 1599년 4월 25일 헌팅던에서 로버트 크롬웰과 엘리자베스 사이에서 태어났다. 로버트 크롬웰은 첫 부인 사별 후 윌리엄 스튜어드의 딸인 엘리자베스와 재혼하였다. 올리버 크롬웰의 가문은 글러모건 출신 양조업자였던 고조부 모건 앱 윌리엄이 퍼트니에 정착하여 캐서린 크롬웰과 결혼하면서 시작되었다. 1482년생인 캐서린 크롬웰은 헨리 8세의 총리였던 토머스 크롬웰의 누이였다. 그는 헨리 8세의 수장령 이후 시행된 수도원 해체로 인해 주인을 잃은 수도원의 재산 처분 과정에서 막대한 부를 거머쥘 수 있었다. 모건 윌리엄의 가계는 리처드 윌리엄스, 헨리 윌리엄스, 그리고 올리버의 아버지 로버트 윌리엄스로 이어져 왔으며 그사이 어느 시점에 가족의 성으로 크롬웰을 함께 사용하였다. 로버트 윌리엄스(크롬웰)은 1591년 엘리자베스와 결혼하여 10명의 자녀를 두었으나 성년이 될 때까지 무사히 자랄 수 있었던 이는 다섯번째 자녀였던 올리버가 유일하였다.
올리버 크롬웰의 할아버지 헨리 윌리엄스는 헌팅던셔에서 가장 부유한 지주 둘 가운데 한 명이었다. 그러나 많은 자식에게 재산을 나누어 주어 윌리엄의 아버지 로버트는 선대에 비해 많이 줄어든 재산을 물려받았다. 로버트 윌리엄은 젠트리의 지위를 유지하고 있었지만 연간 수입은 약 300파운드로 당시 화폐 가치를 고려하면 젠트리 계층 가운데 가장 소득이 적은 축에 속했다. 1654년 만년기의 크롬웰은 어린 시절을 회상하며 "나는 태어날 때부터 젠트리였다. 높은 지위도 아니었지만 그렇다고 장삼이사 취급을 받지도 않았다"라고 말했다.
올리버 크롬웰은 1599년 4월 29일 세인트 존스 교회에서 세례를 받았고 헌팅던 문법학교를 나온 후 케임브리지 대학교의 시드니 서식스 칼리지로 진학하였다. 당시 시드니 서식스 칼리지는 청교도 운동의 중심지 가운데 하나였다. 1617년 6월 아버지 로버트가 사망하자 올리버 크롬웰은 학위를 마치지 않고 학교를 그만두었다. 올리버 크롬웰의 초기 전기들은 그가 학교를 그만 둔 뒤 런던의 법정 변호사 협회 네 곳 가운데 하나인 링컨스 인에 소속되었다고 기록하고 있지만 링컨스 인의 기록에는 그에 관한 게 남아있지 않다. 다만 그의 할아버지와 아버지, 그리고 두 삼촌이 모두 링컨스 인에 등록되어 있었고 훗날 올리버 크롬웰의 아들 리처드도 이곳에 등록하였기 때문에 전기 작가가 혼동할 여지는 있다.
아버지가 사망할 당시 크롬웰에게는 결혼하지 않은 누이 일곱이 있었기 때문에 홀로 된 어머니를 돕기 위해 급히 집으로 돌아갔을 것이다.

### 결혼과 가족
크롬웰은 1620년 8월 22일 런던에서 엘리자베스 부르시에(1598년–1665년)와 결혼했다. 엘리자베스의 아버지 제임스 부르시에는 에식스에 광대한 토지를 소유한 가죽 상인으로 청교도 젠트리들과 강한 유대 관계가 있었다. 이 결혼으로 크롬웰은 장인의 인맥을 통해 정치가인 올리버 세인트 존을 비롯하여 런던 상인 커뮤니티의 핵심 인사를 알게 되었으며 그의 인맥 형성에는 워윅 백작 로버트 리치와 홀랜드 백작 헨리 리치 등이 배후에 있었다. 올리버 크롬웰의 정치 및 군사 경력은 이러한 인맥이 뒤를 받쳐주는 상황에서 형성되었다. 올리버 크롬웰와 엘리자세스 부르시에 사이에는 아홉 명의 자녀가 있었다.

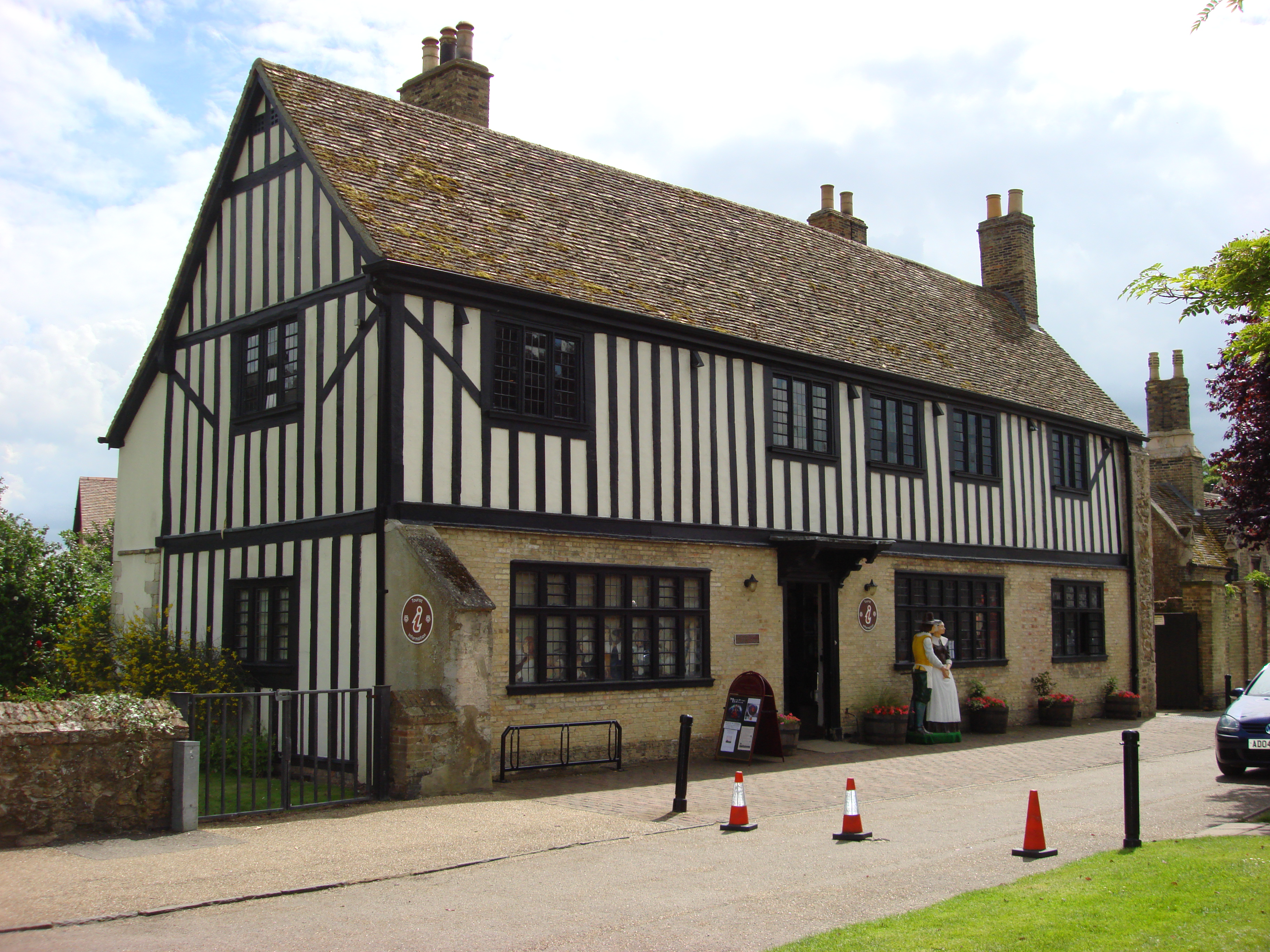
일리에 있는 올리버 크롬웰의 집

- 로버트(1621년~1639년), 기숙 학교 재학 중 사망
- 올리버(1622년~1644년), 국회의원으로 재직 중 장티푸스로 사망
- 브리짓(1624년~1662년), 헨리 아이어턴과 결혼하였으나 그의 사후 찰스 플릿우드와 재혼
- 리처드(1626년~1712년), 올리버의 뒤를 이은 제2대 호국경[19] 도로시 메이저와 결혼
- 헨리(1628년~1674년), 아일랜드 총독(재임: 1657년~1659년), 엘리자베스 러셀과 결혼
- 엘리자베스(1629년~1658년), 존 클레이폴과 결혼
- 제임스(1632년 생/몰), 유아기에 사망
- 메리(1637년~1713년), 토머스 빌러시스와 결혼
- 프랜시스(1638년~1720년), 로버트 리치와 결혼하였으나 그의 사후 존 러셀과 결혼

### 위기와 복귀
크롬웰의 초기 종교적 신념에 관해서는 별달리 알려진 바가 없다. 다만 1626년 아르미니우스주의 목사였던 헨리 다운홀에게 보낸 편지를 보면 당시까지는 청교도 급진파와 거리가 있었음을 알 수 있다.:34 그러나 1620년대 말에서 1630년대 초 사이 크롬웰은 심리적 위기를 겪었다. 1628년 크롬웰은 헌팅던의 의원으로 선출되었지만 그해 말 우울장애를 비롯한 다양한 신체적 정신적 문제로 스위스 출신의 의사 테오도르 드 메이어른에게 치료를 받았다. 이듬해인 1629년 크롬웰은 헌팅던의 새로운 조례 재정을 두고 분쟁에 휘말렸으며 1630년 추밀원에 소환되었다.:24-33
당시 분쟁에서 크롬웰은 정치적 위기에 처했던 것으로 보인다. 1631년 크롬웰은 헌팅던의 재산 대부분을 매각하고 세인트아이브스에 있는 농장으로 이사하였다. 개인의 심리적 문제와 정치 활동의 위기를 겪으며 크롬웰은 종교적 각성을 경험하였다. 1638년 올리버 세인트 존의 아내였던 사촌 누이에게 보낸 편지에서 크롬웰은 지난날의 자신을 "죄인들의 우두머리"로 표현하며 과거를 부정하고 이제 "장자들의 회중"으로 들어갈 것이라고 언급한다. 이 편지에서 크롬웰은 성경 구절을 수없이 인용하며 신의 자비로움으로 자신이 지은 죄에서 구원받았노라 밝히면서 독립파에 동조하는 자신의 믿음을 천명하고 있다. 또한 지금까지 이루어진 종교개혁은 불철저하여 여전히 로마가톨릭의 신앙과 관행에서 벗어나지 못하고 있으며 이를 완전히 제거하여야 한다는 신념도 밝혔다. 1634년 크롬웰은 아메리카 대륙의 코네티컷 식민지로 이주하고자 하였으나 정부가 승인하지 않았다.
세인트아이브스에서 크롬웰은 형 헨리와 함께 직접 닭과 양을 키우며 생계를 유지하였고, 젠트리라기보다 소규모 자작농인 요먼에 가까웠다. 1636년 크롬웰은 외삼촌으로부터 엘리의 십일조 징수원 지위를 상속받아 교구의 여러 재산에 대한 관리권을 행사하게 되었다. 이로서 크롬웰의 연간 수입은 약 3-4백 파운드로 증가한 것으로 보인다. 1630년대 말 무렵 크롬웰은 인정받는 젠트리 계층으로 복귀하였다. 위기의 시간을 보내며 독실한 청교도가 된 그는 런던과 에식스의 청교도 가문들 사이에서 두각을 나타낼 수 있었다.

## 의회활동: 1628–29년 및 1640–42년
크롬웰은 헌팅던 선거구의 의원으로 1628년~1629년 의회에 등원하였다. 초선 의원으로서 크롬웰은 힌칭브루크 파벌 가운데 몬태규 가문의 후원을 받는 위치였다. 이 당시 크롬웰의 의원 활동은 그다지 특기할 만한 것이 없다. 의회 기록에는 아르미니우스파 주교였던 리처드 네일에 반대하는 한 차례의 연설만이 수록되어 있을 뿐이다.:25-26
1629년 의회 해산 이후 찰스 1세는 11년 동안 의회 없이 통치하였다. 당시까지 잉글랜드 의회는 명시된 임기나 회기가 없었고 왕권신수설을 주장하며 전제 군주로서 국가를 통치하고자 하였던 찰스 1세는 의회를 거추장스럽게 여겼다. 그러나 찰스 1세가 장로제로 운영되던 스코틀랜드 교회에 잉글랜드 성공회와 같은 주교제를 도입하여 장악하려고 시도하여 1639년 일어난 주교 전쟁에서 전쟁 자금이 부족하게 되었고 결국 추가 징세를 위해 의회를 소집할 수 밖에 없었다. 1640년 다시 소집된 의회에서 크롬웰은 케임브리지 선거구의 의원으로 의회에 복귀하였다. 그러나 이 의회는 불과 3주 동안 개최되어 단기 의회로 불리게 되었다. 이 해 크롬웰은 가족과 함께 런던으로 거주지를 옮겼다.
1640년 말 다시 의회가 소집되었다. 두 번째 의회는 이후 1650년대 말까지 지속되었기 때문에 장기의회로 불린다. 이 의회에서도 크롬웰은 케임브리지 의원으로 출석하였다. 크롬웰의 정계 진출은 처가를 비롯한 여러 가문의 후원이 있기에 가능했고 크롬웰은 자신의 인맥을 적극적으로 활용하며 정치 경력을 쌓았다. 장기의회 첫 주에서 크롬웰이 존 릴번의 석방을 위한 탄원서를 제출하는 일을 담당했던 이유 역시 이러한 인맥 형성과 관련이 있다. 존 릴번은 네덜란드에서 금서를 들여 온 혐의로 체포되었고 청교도라는 점이 논란이 되었다. 장기의회에 참석한 첫 두 해 동안 올리버 크롬웰의 활동은 베드포드, 에식스, 워윅스 백작 및 올리버 세인트 존, 세이엔셀 자작과 등의 상원과 하원에 포진하고 있던 청교도 귀족들과 궤를 같이 하고 있었다. 이들은 1630년대부터 이미 크롬웰과 인맥을 형성하고 있었고 이 무렵 이들 그룹의 개혁 목표는 입법을 통해 양심의 자유, 즉 종교적 자유를 온전히 획득하는 것이었다. 크롬웰도 이 그룹의 활동을 함께하여 1641년 5월 연례 의회 법안의 재검토를 제안하였고 이후 주교제 폐지를 위한 뿌리와 가지 청원의 작성에도 참여하였다.:53 주교제 폐지는 청교도 독립파의 핵심 목표였다.

## 군사령관: 1642–46년

### 내전 참전
장기의회 초기부터 해결할 수 없었던 찰스 1세와 의회 사이의 의견충돌은 결국 무력 충돌로 이어져 1642년 말 잉글랜드 내전이 시작되었다. 내전이 일어나자 크롬웰은 의회군에 입대하였다. 입대 이전에 크롬웰의 군사 경험은 각 카운티별로 일정 기간 소집되어 훈련받는 민병대인 트레인드 밴즈의 훈련 참여가 전부였다. 그의 지역구인 케임브리지셔에서 찰스 1세가 은괴를 밀반출하려고 시도하자 올리버 크롬웰은 이를 저지한 후 기병대를 모집하여 내전에 참전하였다. 그러나 그의 기병대 결성은 1642년 10월 23일 왕당파 기사당과 의호파 원두당 사이에 일어난 회전인 엣지힐 전투에 참전하기는 너무 늦은 상태였다. 크롬웰의 기병대는 해를 넘기며 계속 모병되어 이듬해 초에는 완전한 연대로 편성될 수 있었고 맨체스터 백작 휘하의 동부연합에 배속되었다. 크롬웰은 1643년 이스트앵글리아 전역에서 무훈을 세우며 선전하였고 특히 7월 28일 게인스버로 전투에서 예상을 뛰어넘는 대승을 거두었다. 이 무훈으로 크롬웰은 아일오브일리의 지사 겸 동부연합의 대령으로 임명되었다.

### 1644년 마스턴 무어 전투
1644년 7월 마스턴 무어 전투 당시 크롬웰은 맨체스터군의 기병 중장으로 승진했다. 그의 기병대는 왕당파 기병대를 무너뜨리고 후방에서 보병을 공격하여 의회파가 승리하는 결정적 역할을 하였다. 크롬웰은 이 전투를 선두에서 지휘하다 목에 경미한 부상을 입고 잠시 후송되었지만 치료를 받고 다시 전장으로 돌아가 승리를 확보하였다. 이 전투에서 크롬웰은 조카가 전사하자 처남 왈튼에게 아들의 전사를 알리는 편지를 썼다. 크롬웰은 이 편지에서 전투의 승리가 신의 섭리임을 강조하였다.
Sir, God hath taken away your eldest sonn by a cannon shott, itt brake his legg, wee were necessitated to have itt cutt off, wherof he died.
(왈튼)경, 신께서 당신의 맏아들을 데려가셨소. 그는 대포를 맞아 다리가 부러졌고 우리는 그것을 잘라낼 수 밖에 없었는데 그만 죽고 말았소.

마스틴 무어 전투의 대승으로 그 해 말까지 내전 종식을 낙관하고 있던 의회파는 10월에 있었던 제2차 뉴베리 전투 결과 찰스 1세의 군대가 맨체스터군의 포위를 벗어나 도주하자 비관적 전망과 함께 내분에 휩싸였다. 크롬웰이 먼저 군사령관인 맨체스터 백작을 전쟁 승리에 대한 열망이 없는 듯하다고 비난하자 맨체스터 백작은 크롬웰이 "천한 출신"을 기병 장교로 앉힌다고 반발하였다. 그러자 크롬웰은 "나는 당신이 신사들이라 부르는 사람보다 무엇을 위해 싸우는 지 아는 평범한 황갈색 '러셋코트'를 입은 기병 장교가 필요하다"고 응수하였다. 당시의 분열은 청교도 내의 종교적 파벌 사이의 갈등도 작용하였는데 크롬웰이 비정통 독립파와 재세례파 병사들을 격려하자 맨체스터군의 스코틀랜드 언약도인 로렌스 크로포드 소장이 크게 반발하였다. 이 여파로 스코틀랜드 장로교의 신학자인 새뮤얼 러더퍼드는 1645년 크롬웰을 당시 이단으로 간주되던 사랑의 가족 신봉자라고 의회에 기소하였다.

### 신형군
전투 부진으로 내분이 일었던 의회파는 1645년 초 자기부인조례를 통과시켜 의원이 군사지휘관을 겸직하는 것을 금지하였다. 이는 맨체스터 백작이나 에식스 백작 등 전투에 소극적이거나 패전한 정치가들에 대한 불만이 극에 달했기 때문에 이루어진 조치였다. 다만 크롬웰은 예외적으로 군지휘권과 의원직을 모두 유지할 수 있었다. 이 조례는 또한 군 조직을 "개편"하여 기존의 카운티를 기반으로 한 지역 민병대를 대체할 신형군의 조직을 결정하였다. 크롬웰은 고위 귀족의 영향을 받을 수 밖에 없는 지역군 대신 종교적 열망을 앞세운 상비군인 신형군의 결성에 크게 기여하였다. 1645년 4월 토머스 페어팩스이 신형군의 사령관이 되었고 크롬웰은 부사령관 겸 기병대 중장이 되었다.

### 1645년 네이스비 전투

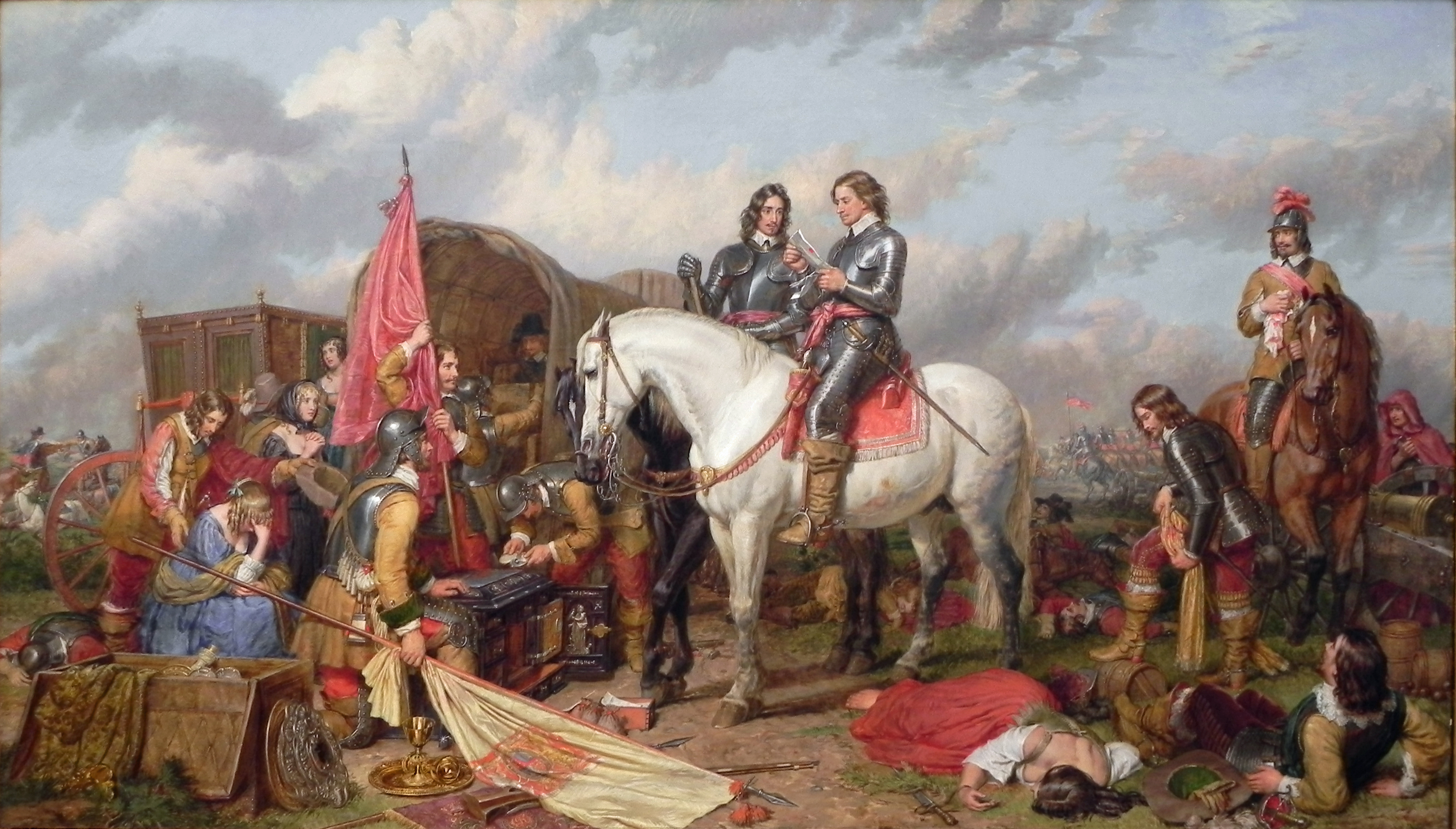
네이스비 전투 현장의 크롬웰. 19세기 영국화가 찰스 랜드시어의 작품.

1645년 6월 잉글랜드 내전의 중요한 회전이었던 네이스비 전투에서 신형군은 왕당파를 격파하였다. 이 전투에서 크롬웰은 기병대를 이끌어 왕당파 기병을 상대로 큰 승리를 거두었다. 7월 10일 랭포트 전투에서 크롬웰은 왕당파를 상대로 대승을 거두었고 이로서 찰스 1세가 군사력으로 의회를 굴복시킬 수 없다는 것이 분명해졌다. 이후 의회파는 영국 서남부에서 농성하고 있는 왕당파의 요새들을 포위 점령하는 일에 주력하였다. 1645년 10월 크롬웰은 요새화된 베이싱하우스를 점령하였는데 점령 후 항복한 수비대 3백 명 가운데 1백여 명을 처형하였다는 혐의로 기소되었다. 크롬웰은 브리지워터 , 셔번, 브리스틀, 데비저스, 윈체스터 등의 포위에도 참전하여 승리하였다. 이러한 소탕전은 1646년 상반기까지 이어져 크롬웰은 데번과 콘월을 돌아다니며 전투를 치렀다. 전황은 이미 의회의 승리로 굳어져 찰스 1세는 결국 1646년 5월 5일 스코틀랜드서에 항복하였다. 이로서 제1차 잉글랜드 내전은 사실상 종식되었고, 6월에 들어 옥스퍼드에서 왕당파는 공식적으로 항복하였다.

### 군사지휘의 특징
전문적인 군인이었던 페어팩스와 달리 크롬웰은 내전 이전에 군지휘 경력이 없었다. 크롬웰은 당시 기병의 보편적 운용 전술인 3열 횡대를 주로 사용하였으며 화력보다는 돌격에 의한 돌파 전술에 의존하였다. 특별한 경력도 없고 전술도 평이하였던 크롬웰이 뛰어난 성과를 보인 이유는 그의 도덕적 권위에 있었다. 그는 기병들에게 엄격한 규율을 요구했고 전장에서 마주친 병사들 대부분이 진영을 막론하고 그저 징집된 일반인에 가까운 상황에서 질서를 강조한 그의 지휘는 강점으로 작용했다.
크롬웰은 두 기병의 무릎이 서로 닿을 정도로 밀집대형을 유지하는 전술을 택했다. 이러한 밀집대형은 강력한 돌파력으로 적의 대열을 무너뜨릴 수 있었다. 당시 유럽 기병대의 일반적인 전투 양상은 적이 대열을 무너뜨리고 도주하기 시작하면 이를 추격하며 섬멸하고 적진을 약탈하는 것이었다. 그러나 크롬웰은 돌파로 적진을 무너뜨리면 곧바로 재정비를 지시하여 기병이 다시 대열을 갖추도록 하고 약탈을 금지하였는데 이로서 기병대가 지휘 통제에서 벗어나 전장을 마구잡이로 돌아다니는 것을 막고 추가적인 교전에 바로 대응할 수 있도록 하였다. 크롬웰의 이러한 지휘 방식은 마스턴 무어 전투와 네이스비 전투에서 큰 장점으로 작용하였다.

## 정치: 1647-49년
제1차 잉글랜드 내전이 종료되고 국왕 찰스 1세가 의회에 의해 감금되어 있었던 1647년 2월 크롬웰은 한 달 넘게 질병을 앓으며 정계에 참여할 수 없었다. 그가 의회에 복귀하였을 때 국회는 왕의 처분 문제를 놓고 분열되어 있었는데 상하 양원 모두 다수파의 입장은 주교전쟁의 결과에 따라 스코틀랜드에 보상하고 신형군은 해체하자는 것이었다. 또한 찰스 1세가 장로교를 인정하는 조건으로 복위 협상을 추진하고자 하였다.
신형군을 주도하였던 독립파와 수평파는 의회가 신형군 해체와 국왕의 복위를 추진하자 배신감을 느꼈다. 거기에 의회가 병사의 급여를 채불하자 불만이 급상승하면서 급진적 주장이 쏟아지게 되었다. 의회가 신형군의 요구를 불법 청원이라며 거부하자 1647년 5월 크롬웰이 새프런 월든의 육군 본부에서 협상을 시도하지만 결렬되었다.
1647년 6월 코넷 조지 조이스가 이끄는 기병대가 감금되어 있던 국왕을 포위하였다. 국왕이 직접 모습을 드러낸 가운데 크롬웰은 국왕 복위가 이루어질 경우 자신들의 요구가 어디까지 받아들여질 지 알고자 하였다. 찰스 1세가 협조적인 자세를 보이자 크롬웰은 사위인 헨리 아이렌턴을 실무자로 고용하여 헌법 초안을 작성하였다. 이 초안은 크롬웰이 만족할 때까지 여러 차례 수정되었다. 크롬웰의 헌법 초안은 행정부의 권한에 대한 견제, 임기를 명시하여 정기적으로 선출되는 의회, 그리고 주교제로 관리되는 교구의 비강제성과 장로제의 허용 등을 담고 있었다.
한편 존 릴번이 주도하는 수평파는 이러한 크롬웰의 개혁안도 충분하지 않다고 여겨 모든 남성 성인에 대한 보편적 선거권 등을 주장하였다. 수평파의 요구를 수용하는 문제로 1647년 가을 푸트니에서 열린 페어팩스, 크롬웰, 아이렌턴 등과 수평파의 대표 레인버러 대령 사이의 논의는 긴장이 감돌았고 결국 합의에 도달하지 못한 채 중단되었다.

### 2차 내전

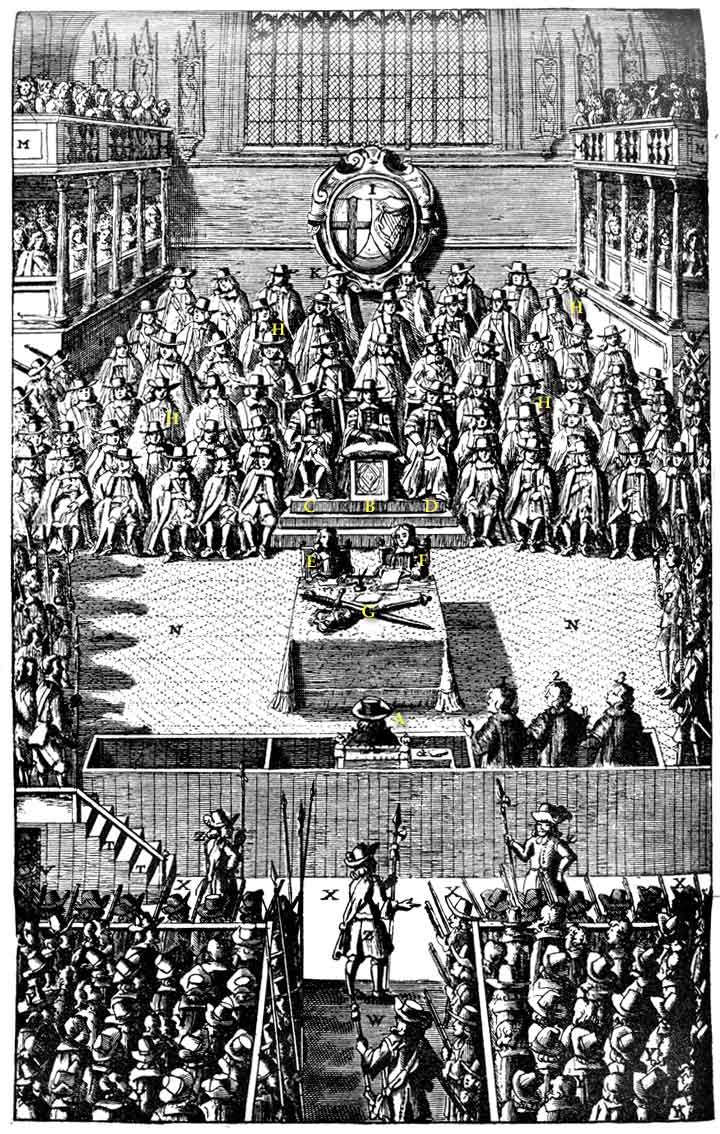
1649년 1월 4일에 열 찰스 1세의 재판.

찰스 1세는 스코틀랜드와 같이 잉글랜드에서도 장로교를 허용할 수 있다는 등 의회파의 요구에 긍정적인 태도를 보이는 듯 했지만 자신의 재기를 위한 시간을 벌기 위한 것일 뿐이었고 의회와 국왕 사이의 정치 협상을 결국 합의점을 찾지 못하였다. 이렇게 1년 넘는 시간 동안 지루한 협상이 진행 되는 사이 1648년 2월 스코틀랜드의 왕당파들이 국왕 구출을 위해 잉글랜드로 침공하여 제2차 잉글랜드 내전이 일어났다. 2차 내전은 국교인 잉글랜드 성공회뿐만 아니라 자신들의 신앙이 잉글랜드 청교도에 의해 탄압받고 있다고 여겼던 스코틀랜드 언약도가 주축이된 인게이저들도 가담한 것이었다. 왕당파가 침공하자 웨일스와 콘월 등에서도 왕당파가 호응하여 봉기하였고 봉기 주도 세력의 일부는 1차 내전에서 의회파로 참전하였던 장로교 신도였다. 제1차 내전 당시 의회파로 참전하였던 롤랜드 로안이 왕당파로 돌아서며 웨일스에서 봉기하자 크롬웰은 5월 25일 쳅스토성을 함락시키며 이를 진압하였다. 이로부터 6일 후 크롬웰은 웨일스의 가장 서남쪽 끝인 텐비를 굴복시켰다. 2차 내전 와중에 웨일스의 펨브로크 성은 8주간의 공방전 뒤에 항복하며 파괴를 면하였지만 카마던의 성은 불에 타 파괴되고말았다. 크롬웰은 항복한 왕당파에게는 차라리 관대하였지만 1차 내전에서 의회파였다가 돌아선 사람들에게는 그렇지 않았다. 그는 본보기를 삼기 위해 추첨을 통해 처형자를 골라 존 포이어를 런던으로 압송하여 처형하였다.
웨일스를 진압한 크롬웰은 북쪽으로 진군하여 인게이저와 교전하였다. 그는 프레스턴 전투에서 9천 명의 병력을 단독 지휘하여 그의 두 배가 넘는 상대를 궤멸시키는 결정적인 승리를 거두었다.

1648년 내전 동안 크롬웰은 전투에 성서적 의미를 부여하였다. 프레스턴 전투 후 크롬웰은 시편 17편과 105편을 들며 "불구대천의 원수가 이 땅을 떠나지 않으니 그들이 속히 멸망될 것"이라 연설하였다.
주님, 일어나십시오. 그들을 대적하시고, 굴복시키십시오. 주님께서 칼을 드셔서, 악인에게서 나의 생명을 구하여 주십시오.— 시편 17편, 13절 (새번역 성경)

1648년 9월 크롬웰은 올리버 세인트 존에게 보낸 편지에서 이사야서 8장을 언급하여 유다가 앗시리아에게 멸망당하여도 신실한 자는 살아남았듯이 왕국이 무너지더라도 오직 경전한 자만이 살아남을 것이라 주장하였다. 그는 1648년 편지에서 네 차례에 걸쳐 기드온이 아인 하롯에서 3백 명으로 수 많은 미디안 군대를 격퇴한 이야기를 언급하였다. 이 편지들은 크롬웰이 청교도 내 급진적 파벌의 정치적 목적보다는 자신의 종교적 신념때문에 당시 의회와 국왕 사이에 진행되던 뉴포트 조약에 반대한다는 것을 정당화하기 위한 것이었다. 그는 스스로를 신이 선택한 도구로 여겼고 왕국의 파탄도 신의 뜻이라면 결행해야 한다고 생각하였다. 이러한 일들은 크롬웰이 섭리주의를 확신하였다는 것을 보여준다. 신이 "선택된 자"를 통해 세상에 적극 개입하고 있으며 선택된 자인 자신의 승리가 바로 그 증거라는 것이다.

### 국왕에 대한 재판과 처형
1648년 12월 신형군 내의 급진파인 토머스 프라이드가 주도한 쿠데타인 프라이드의 숙청 사건이 일어난다. 이들은 독립파와 수평파를 지지하지 않는 의원들을 장기의회에서 축출하였다. 이로서 의회는 신형군의 입맛에 맞는 일부 의원만 잔존하어 잔부의회로 유지되었다. 프라이드가 쿠데타를 일으켰을 때 크롬웰은 잉글랜드 북부에서 왕당파와 전투를 벌이고 있었지만 소식을 듣고 런던으로 돌아왔다. 사태를 파악한 크롬웰은 내전을 종식할 유일한 수단이 국왕의 처형이라고 여기고 재판 추진에 찬동하였다. 크롬웰은 민수기 35장, 특히 33절의 "땅에 흐른 피는 그 피를 흘리게 한 자의 피로서만 원한을 씻을 수 있다"라는 말을 언급하며 국왕 처형을 주장한 토머스 브룩의 연설을 정당화하였다.
찰스 1세에 대한 사형 결정문에는 재판을 관할한 사람들 가운데 59명이 서명하였으며 크롬웰은 3번째로 이름을 올렸다. 국왕의 처형은 전례가 없는 일이 아니었지만, 찰스 1세가 주장한 왕권신수설이 아니더라도 시역이라는 비난에서 자유로울 수 없었다. 서명자들은 펜을 들고 사형 선고에 서명하는 것을 머뭇거렸다. 크롬웰은 서명을 마친뒤 부관에게 펜을 넘기며 "이제 처형이 진행될 수 있다"고 말하였다. 한편 페어팩스는 명백히 서명을 거부하였다. 찰스 1세는 1649년 1월 30일 처형되었다.

## 연방 수립: 1649년

잉글랜드 연방의 문장

찰스 1세의 처형 이후 공화국인 잉글랜드 연방이 선포되었다. 잔부의회는 행정권과 입법권을 모두 행사하였고 호국경 추밀원도 일부 행정 권한을 가지고 있었다. 크롬웰은 잔부의회의 의원으로 있으면서 내전이 일어나기 전부터 자신의 정치적 배경으로서 인맥을 형성하고 있었던 독립파의 통합을 시도하였다. 당시 독립파의 주요 인물들인 세인트 존, 세이, 셀레는 국왕 처형을 둘러싼 문제로 분열되어 있었다. 그러나 크롬웰의 의회 복귀 요청에 응한 것은 세인트 존 뿐이었다.
한편 왕당파는 아일랜드 맹방을 중심으로 재집결하였고 1649년 3월 의회는 크롬웰을 사령관으로 한 원정군을 구성하였다. 이 원정군의 주축은 신형군이었지만, 당시 신형군은 해결되지 못한 급여 채불 문제와 정치적 요구 때문에 어지러운 상황이었다. 신형군 내의 정치적 요구는 수평파가 주도하였으며 이들을 대표하는 "선동가"들은 1647년 《인민협정》이 선포한 국민 주권, 참정권 확대, 법 앞의 평등, 종교적 관용을 요구하였다. 크롬웰은 스스로가 젠트리였고 대지주들인 "그랜디"의 입장에 서서 이들의 주장이 너무 많은 자유를 요구한다고 생각하였다. 당시 잉글랜드의 선거권은 토지를 소유한 지주들에게만 부여되어 종종 썩은 자치구 문제를 일으켰다.
1649년 4월 신형군 내의 수평파는 참전을 거부하며 비숍스게이트 항명사건을 일으켰다. 크롬웰은 이를 진압하고 주도자인 로버트 로키어를 처형하였지만 이후로도 항명과 반란이 계속되었다. 크롬웰은 밴버리 항명을 진압한 후 5월에 앤도버와 버퍼드의 수평파 반란을 진압한 후에야 7월 말 브리스톨에서 아일랜드로 출발할 수 있었다.

## 아일랜드 침공: 1649-50년
크롬웰의 아일랜드 정복은 1649년 시작되어 1650년까지 이어졌다. 당시 의회파의 주요 목적은 아일랜드 남부를 거점으로 한 아일랜드 맹방과 왕당파의 동맹을 격파하는 것이었다. 당시 아일랜드는 로마가톨릭 내에서도 왕당파와 의회파에 대한 지지를 놓고 내분이 있었고 개신교도 사정은 비슷하였다. 크롬웰은 3월 23일 군사위원회의 연설에서 "스코트인들에게 전복당하느니 기사당에게 무너지는 것이 낫고, 아일랜드인들에게 당하느니 스코트인들에게 무너지는 게 낫다. 내 생각엔 이들이야말로 가장 위험하다."고 연설하였다.
크롬웰의 이와 같은 아일랜드인에 대한 적대감은 종교적 이유가 컸다. 왕당파인 기사당이나 의회에 반기를 들었던 스코틀랜드 교회는 그나마 모두 로마가톨릭에 반발하여 수립된 개신교인데 반해 아일랜드는 크롬웰이 가장 증오한 적인 로마가톨릭 세력이었던 것이다. 크롬웰이 신봉한 청도교를 비롯한 칼뱅주의 개신교는 로마가톨릭이 성서보다 성직자의 권위를 앞세우며 개신교를 박해한다고 여겼다. 여기에 더해 게일인에 대한 인종 차별적 인식으로 크롬웰은 무자비한 원정을 감행하였다. 의회는 이 원정을 되도록 무혈입성으로 끝내고 싶었으나 크롬웰은 복잡한 아일랜드 내의 종교적, 정치적 상황 속에서 잔인한 학살을 벌이며 원주민을 토지에서 쫓아내었다.
잉글랜드 의회파와 아일랜드의 충돌은 이미 1641년부터 진행중이었고 1647년 선발대가 아일랜드를 침공한 바 있었다. 1649년 크롬웰의 침공은 이전의 것보다 훨씬 더 큰 규모로 이루어졌고 잉글랜드 내전이 진행되고 있던 이전 상황과 달리 내전이 종식되어 보급이 더 원활해졌기 때문에 장기적인 전투 지속이 가능해졌다. 이미 더블린과 데리를 교두보로 삼고 있었던 의회군은 1649년 8월 15일 최근 아일랜드 맹방과 왕당파의 협공으로부터 방어에 성공한 더블린에 상륙한 후 항구 도시인 드로이다와 웩스퍼드를 점령하여 보급망을 확보하였다. 1649년 9월에 있었던 드로이다 공방전이 끝난 후 크롬웰은 3천5백 명을 학살하였다. 이 가운데 약 2천7백 명은 왕당파의 군인이었지만 그외에 민간인과 로마가톨릭 성직자를 비롯하여 무기를 들 수 있는 모든 남자가 학살의 대상이었다. 크롬웰은 나중에 다음과 같이 썼다.
나는 이것이 자신들의 손에 그토록 많은 무고한 피를 묻힌 죄인들에 대한 신의 의로운 심판이라 확신하며 이는 앞으로 흘려질 피를 미리 방지하는데 도움이 될것이다. 그렇지 않으면 훗날 후회 밖에 할 것이 없다.

10월에는 웩스퍼드 공방전 와중에 또다시 학살이 발생하였다. 웩스퍼드의 수비대가 크롬웰과 항복 조건을 협상하는 사이 군인들이 마을을 습격하여 수비대 2천 명과 민간인 1천5백 명을 살해하고 마을을 불태웠다.
드로에다를 점령한 후 크롬웰은 북쪽 얼스터를 확보하고 남동부의 워터퍼드, 킬케니, 클론멜을 포위하였다. 킬케니는 맹렬한 공방 끝에 항복하였지만 워터퍼드는 농성을 계속하였다. 1650년 5월 클론멜 공방전에서 크롬웰은 2천 명 이상의 병력을 잃고서야 요새를 함락시킬 수 있었다.
아일랜드 전역에서 크롬웰의 중요한 승리 가운데 하나는 외교적인 것이었다. 그는 오레리 백작 로저 보일의 중재로 코크에서 왕당파 편에 섰던 개신교 군대를 의회편으로 포섭할 수 있었다. 이 때 처형당한 찰스 1세의 아들 찰스 2세가 프랑스의 지원으로 스코틀랜드에 상륙하여 언약도에 의해 국왕으로 선포되었다는 소식이 들려왔고 크롬웰은 이 위협에 대응하기 위해 1650년 5월 26일 잉글랜드로 회군을 시작하였다.
크롬웰이 잉글랜드로 복귀한 뒤로도 의회군은 아일랜드에서 3년을 더 싸웠다. 정규전에서 잉글랜드를 상대하기 역부족이었던 아일랜드는 요새에서 농성을 하는 사이 게릴라를 구성하여 유격전을 펼쳐 잉글랜드 의회군을 괴롭혔다. 그러나 아일랜드의 군사적 열세는 만회할 수 없었고1653년 4월 캐번에서 마지막 가톨릭 저항군이 항복하였다.
잉글랜드 연방은 아일랜드 정복 이후 로마카톨릭의 공개적 활동을 금지하고 가톨릭 성직자를 색출하여 살해하였다. 가톨릭 소유의 모든 토지는 1652년 아일랜드 정착법에 따라 몰수되어 스코틀랜드와 잉글랜드 출신의 개신교 이주민에게 불하되었다. 의회가 발행한 채권의 지불에도 이 토지가 쓰였고 의회파 군인들에게도 지급되었다. 아일랜드의 가톨릭 지주들은 코노트의 척박한 땅만을 가질 수 있었다.

### 학살
아일랜드 원정에서 보인 크롬웰의 잔혹성은 논쟁의 대상이었다. 일부는 크롬웰의 민간인 학살 자체를 부정하기도 하지만 당시 기록에 "많은 주민"을 죽였다는 것이 명시 되어 있기 때문에 이 자체를 부정하는 경우는 드물다.:83, 90 크롬웰은 내전 시작 이전인 1641년 가톨릭 교도들이 얼스터에서 개신교 정착민을 먼저 학살하기 시작하였다고 하면서 자신의 행동을 "신의 심판"이라고 정당화하였다. 그러나 1641년 아일랜드 봉기는 드로이다를 점령하지 못하였고 당시 얼스터 수비대의 상당수는 잉글랜드의 왕당파였다. 반면 크롬웰이 이끄는 군대는 아일랜드 곳곳에서 학살을 자행하였고 남녀노소를 가리지 않고 5만 명 이상의 사람들을 살해하거나 버뮤다와 바베이도스와 같은 카리브해의 식민지로 추방하여 노예로 부렸다. 일부는 크롬웰이 약탈을 금지하고 필요한 물품은 구매하도록 지시하였다고 그를 옹호하지만, 이러한 지시는 중세 시기부터 이어진 형식적인 명령일 뿐이어서 실제 잉글랜드 신형군의 행동에 별다른 제약을 주지는 못하였다.

## 스코틀랜드 원정: 1650-51년
크롬웰은 찰스 2세가 국왕 즉위를 선포하자 이에 맞서기 위해 스코틀랜드로 원정하였다. 스코틀랜드 전역은 1651년 우스터 전투까지 이어졌고 의회군에 패배한 찰스 2세는 간신히 탈출하여 죽음을 모면하였다.

### 스코틀랜드의 찰스 2세 옹립

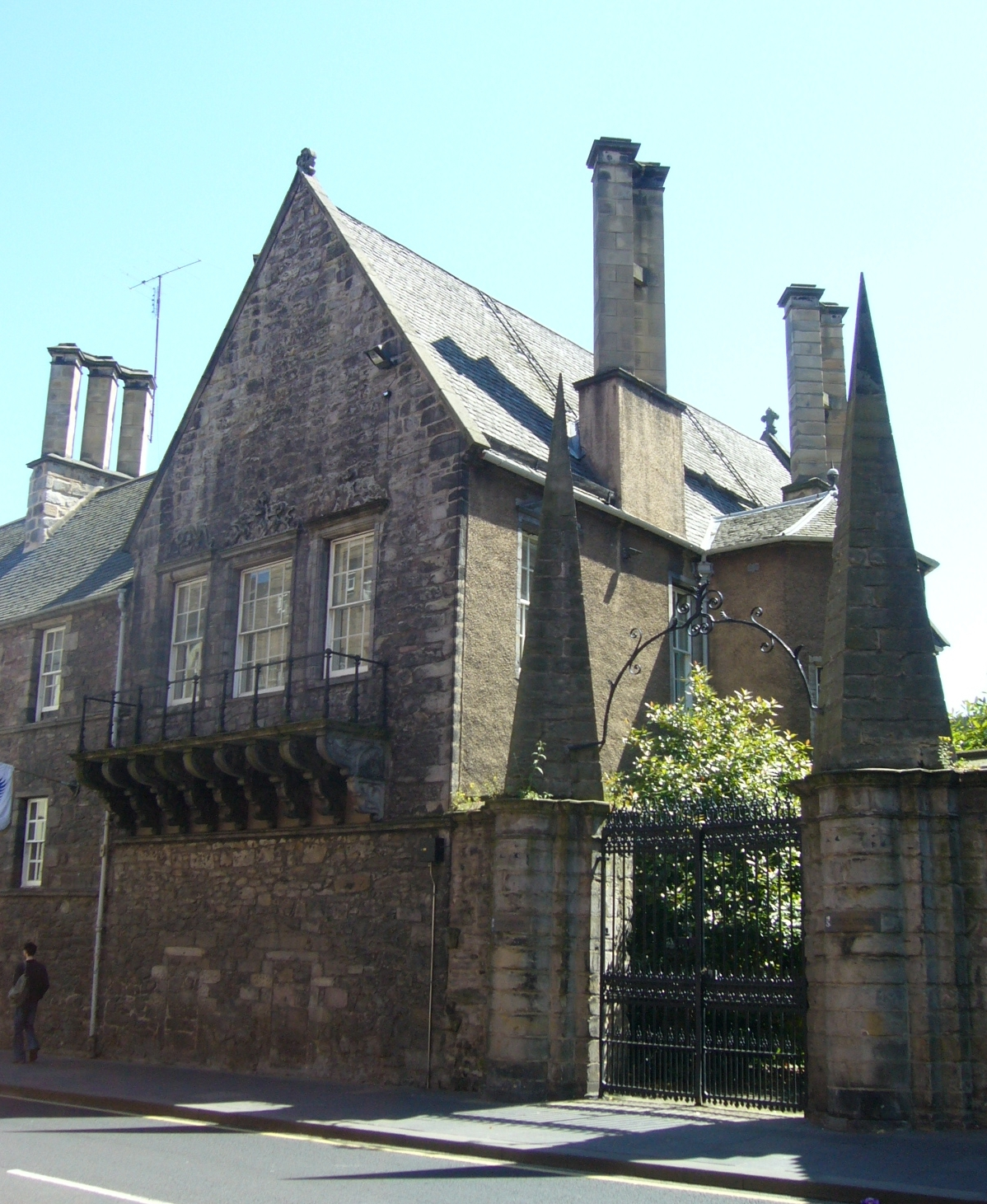
로열 마일에 있는 모레이 하우스. 크롬웰이 스코틀랜드 교회에 찰스 2세 지원 중단을 요청하기 위해 에딘버러를 방문했을 때 머무른 곳이다.

크롬웰은 1650년 5월 아일랜드를 떠났고 몇 달 뒤 찰스 2세를 국왕으로 옹립한 스코틀랜드로 향하였다. 그는 로마가톨릭을 신봉하는 아일랜드에 비해 1차 내전 당시 동맹이었던 스코틀랜드 장로교에 대해 그다지 큰 적개심을 지니지는 않았다. 크롬웰이 보기에 이들은 "속임수에 속았으나 신을 두려워 하는" 자들이었다. 그는 스코틀랜드 교회에 국왕 옹호를 중단할 것을 촉구하며 이들의 행동이 "그리스도의 복심"을 오해한 것이라고 여겼다. 스코틀랜드 교회는 매우 강력하게 반발하여 "우리의 믿음을 의심하는가?"고 크롬웰에게 반문하였다. 찰스 2세와 크롬웰의 협상은 결렬되었고 전쟁은 불가피하게 되었다.

### 던바 전투
협상이 결렬되자 크롬웰은 정예병을 이끌고 스코틀랜드 원정을 시작하였다. 원정 초기 잉글랜드 의회군은 보급 부족과 질병으로 고전하였다. 크롬웰은 던바 항구를 통해 군대를 일단 철수 시키고자 하였으나 그곳엔 이미 스코틀랜드 군이 진을 치고 있었다. 1650년 9월 3일 예상치 못한 교전으로 시작된 던바 전투에서 잉글랜드군은 스코틀랜드군 4천 명을 죽이고 1만 명을 포로로 잡으며 대승하였고 이 여세를 몰아 수도 에든버러를 점령하였다. 애초 승패를 가늠할 수 없어 퇴각하려던 상황에서 오히려 대승을 거두게 되자 크롬웰은 이를 신의 섭리로 여겨 신이 잉글랜드의 편에 서있기 때문에 승리하였다고 보았다.

### 우스터 전투
제3차 잉글랜드 내전이기도 한 이 전쟁에서 열세에 놓인 채 1년을 고전한 왕당파는 잉글랜드의 주력군이 스코틀랜드 전역에 있는 사이 배후를 교란하고 오히려 런던을 점령하고자 하였다. 이 소식을 들은 크롬웰은 군대를 돌려 1651년 9월 3일 우스터에서 왕당파와 마주쳤고 우스터 전투를 통해 왕당파에 궤멸적인 타격을 주었다. 이 전투에서 찰스 2세는 간신히 사로잡히는 것을 피하고 프랑스로 탈출할 수 있었고 이후 크롬웰이 사망할 때까지 프랑스와 네덜란드에서 망명 생활을 보내야 하였다.

### 결과
스코틀랜드 원정의 막바지에 조지 멍크 휘하의 의회군은 던디를 약탈하면서 1천여 명의 남성과 140여 명의 여성과 아이를 학살하였다. 전쟁이 잉글랜드 의회의 승리로 끝난 뒤 스코틀랜드는 잉글랜드 연방의 점령지로서 지배되었다. 이후 간헐적인 반란이 계속되었지만 의회는 6천명의 잉글랜드군을 파견하여 이들을 진압하였다. 스코틀랜드 교회는 여전히 장로교로 남았지만 독자적인 사법권의 행사와 같은 이전의 자치를 허용받을 수는 없었다.
크롬웰은 아일랜드에서의 잔혹함과 다르게 스코틀랜드를 유화적으로 대했다. 잉글랜드의 엄격한 퉁제는 게일인이 몰려 있는 고지대로 제한되었고 토지나 재산을 몰수하지도 않았으며 독자적 사법권 행사를 금지하는 대신 치안 판사 4명 가운데 3명을 스코틀랜드인으로 등용하여 큰 불만이 일어나지 않도록 하였다. 당시 스코틀랜드는 잉글랜드 당국과 스코틀랜드의 국무원이 공동으로 통치하였다고 평가할 수 있다.

## 잔부의회 해산: 1651-53년
국왕이 처형되고 크롬웰이 원정을 떠난 1649년 중반부터 1651년까지 잔부의회는 각종 파벌의 대립이 이어지고 있었다. 한편 크롬웰은 스코틀랜드 원정을 끝으로 삼왕국 전쟁이 마무리되자 세 나라를 통합할 하나의 의회를 구성하고자 하였다. 그러나 잔부의회는 자신들의 지위가 불확실하게 될 선거일자 확정에 소극적이었고, 주교제 아래서 이루어졌던 십일조의 폐지와 그 대안에 대한 논의에서 합의점을 찾지 못하였다. 이러는 사이 크롬웰의 권위에 대적할 세력은 더 이상 없었고 일각에서는 국왕의 자리를 차지하려는 것 아닌가 하는 의심을 하기도 하였다. 1653년 4월 크롬웰은 40인의 대리인으로 구성되는 정부 설립 법안을 의회에 요구하였으나 이 역시 지리한 논의만이 이어질 뿐 결론이 나지 않았고 이에 분노한 크롬웰은 1653년 4월 20일 무력으로 의회를 해산하였다. 전하는 말에 의하면 당시 크롬웰은 "이것은 의회가 아니고 당신들은 의원이 아니다. 내가 당신들의 의회를 끝내겠다"고 말하였다고 한다. 당대에 남겨진 기록에서는 크롬웰이 의회 권력의 상징인 직장을 낚아채며 이 "장신구"를 치우라고 하였다고 한다. 크롬웰의 오른팔이었던 찰스 워슬리가 의회의 직장을 넘겨받아 치웠다.

## 베어본 의회: 1653년
잔부의회가 해산당한 이후 권력은 일시적으로 재헌위원회에 쏠리게 되었다. 그들은 천년왕국의 도래를 주장하는 제5왕국 신도였던 토머스 헤리슨 소장의 제안에 따라 스스로를 로마 제국 시기 유대 사제들의 협의체였던 산헤드린으로 여겼다. 크롬웰은 제5왕국의 묵시론적 믿음에 동조하지는 않았지만 이들의 정치적 지지는 필요하였다. 1653년 7월 4일 이들을 중심으로 개최된 의회에서 크롬웰은 "잉글랜드가 이 지점까지 오게 된 것은 모두 신이 사람의 아들들에게 선사하신 크나큰 섭리"라고 주장하였다. 스스로를 "성도들의 의회"라 부르고 싶어하는 극단주의적 제5왕조 신도들이 의회를 장악하였지만 당시 사람들은 제5왕국의 신도로 이름을 알린 프레이즈갓 베어본의 이름을 따 베어본 의회라고 불렀다. 베어본(Barebone)은 뼈만 앙상한 약골이라는 의미가 있어 그 자체로 극단적으로 적은 인원으로 구성된 의회를 풍자하는 데 쓰였다. 한편 제5왕국의 종말론적 믿음에 두려움을 느낀 다른 의원들은 1653년 12월 12일 의회 해산 투표를 진행하였다.

## 호국경: 1653-58년

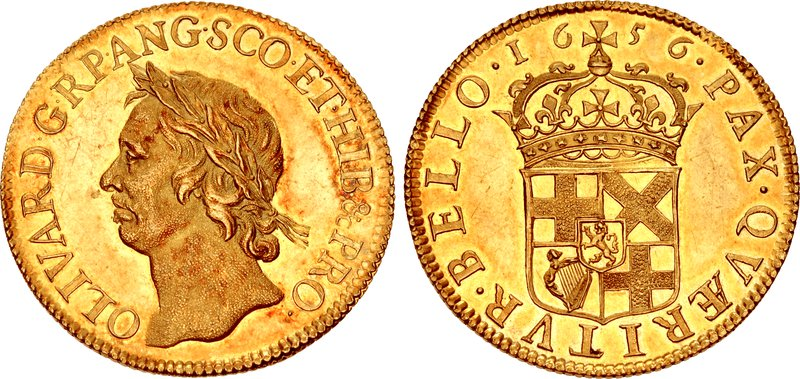
올리버 크롬웰이 주조한 금화. 호국경의 이름으로 제작되었으나 형식은 국왕의 것을 취하고 있다.

베어본 의회가 해산된 뒤 신형군의 실력자였던 존 램버트가 기초한 《제안요목》 을 바탕으로 《통치장전》이 작성되었고 이를 통해 크롬웰은 "최고위 장관 겸 행정 수반"인 호국경이 되었다. 1653년 12월 16일 수임 선서식에 참여한 크롬웰은 평범한 검은 옷을 입고 자신이 왕위에 오르는 것이 아니라 공화국 수반이 되는 것이라는 점을 부각시켰다. 그러나 수임 서약서에는 '올리버 P(Oliver P)'라고 서명하였는데, 이는 군주들이 대관식에서 렉스(Rex, 군왕)을 뜻하는 약자 R을 이름 뒤에 붙이는 것과 비슷하였고, 얼마 지나지 않아 다른 사람들은 그를 "전하"라고 부르게 되었다. 호국경은 의회의 소집과 해산 권한이 있었지만 제출된 의안은 과반수의 찬성을 얻어야 하였다. 그러나 군대의 지지를 등에 업은 크롬웰은 점점 더 절대적인 권력을 지니게 되었다. 호국경의 연봉은 10만 파운드로 2021년 가치로 환산하면 대략 1천7백만 파운드(약 283억 원)의 막대한 금액이었다.
크롬웰은 내전 이후 혼란에 빠진 사회를 안정시킬 필요가 있었고 국가나 정부의 형태는 그 보다 부차적인 문제였다. 이 때문에 수평파 등 혁명적 세력의 지지로 권력을 잡았지만 사회 개혁을 시도하지 않고 기존의 질서를 유지하고자 하였다. 크롬웰이 보기에 "귀족, 젠트리, 요먼의 구분은 국익에 부합하는 것"이었다. 크롬웰을 지지한 신형군의 사병은 대부분 요먼 출신이었고 참정권 요구가 컸지만 좌절되었다. 크롬웰에게는 네덜란드와의 전쟁을 종식시키는 것이 더 큰 과제였다.
당시 잉글랜드의 해외 식민지에는 뉴펀들랜드 , 뉴잉글랜드,로드아일랜드, 버지니아 식민지, 메릴랜드 식민지 및 서인도 제도의 섬들이 포함되어 있었다. 내전으로 식민 모국의 영향력이 줄어들자 식민지는 자치적인 지위가 강화되었다. 크롬웰은 이들 식민지를 통제하고 있던 "청교도 동지"들을 억압하고 통제권을 다시 잉글랜드에 귀속시켰다. 그는 이를 위해 평생에 걸쳐 적으로 여겼던 로마가톨릭과의 협력도 마다하지 않았다. 크롬웰의 이러한 태도에 아메리카로 이주한 청교도들은 분개하였는데 특히 버지니아의 반발이 컸다.
1654년 9월 3일 제1차 호국경 소집 의회의 개원식에서 크롬웰은 "치유와 안정"만이 "의회의 대미"라고 연설하였다. 그러나 더욱 급진적이고 공화주의적인 개혁 요구하는 의원들이 빠르게 의회를 장악하였다. 개원 이전에 크롬웰이 임명한 인사들에 대한 사후 추인을 마친 의회는 《통치장전》 개정을 비롯한 개혁을 추진하였다. 크롬웰은 의회가 의결한 법령에 거부권을 행사하는 대신 차라리 의회 자체를 해산하기로 결정하여 1655년 1월 22일 의회는 해산되었다. 제1차 호국경 소집 의회의 피선거권은 하원의 경우 연간 200 파운드 이상의 소득이 있는 성인 남성에게 있었으며 각 선거구의 선거권을 지닌 주민의 투표로 선출되었다.
크롬웰의 또 다른 목표는 종교적 개혁이었다. 그는 영국 전역에서 "양심의 자유"에 따른 종교의 자유를 보장한다고 선포하였다. 호국경 집권 초기에 성직자의 자격을 심사하고 부적격자를 퇴출하는 일련의 기관과 절차가 마련되었다. 성직자에 대한 심사와 퇴출은 제1차 호국경 소집 의회의 해산 이후 크롬웰이 국가를 장악하기 위한 수단이기도 하였다. 의회 해산 후 잉글랜드는 소장들이 지역을 나누어 지배하는 군정을 실시하고 있었고 이 15 명의 "신실한 총독"이 크롬웰 지배하의 잉글랜드에서 실권을 장악하고 있었다. 장군들은 민병대와 보안위원회 같은 치안 부대들을 감독했을 뿐만 아니라 세금을 징수하고 정부의 잉글랜드와 웨일스의 치안 장악을 보장하였다. 이들은 모든 선거구에서 열정적인 청교도들이 차지한 자치위원회와 함께 활동하였으나 임기가 1년도 채 되지 않아 지역 실정을 파악하기 어려웠고 자치위원회는 이들이 자신들의 개혁 정책을 억누르기 위해 파견된 것이라 여겼다. 1655년 3월의 왕당파 반란 이후 크롬웰은 각지의 소장들이 오로지 자신의 명령에만 응할것을 법제화하고자 하였다. 1656년 9월 개회된 제2차 호국경 소집 의회의 의원들은 이러한 크롬웰의 제안이 영구적인 군사 정권으로 이어질까 두려워 이를 부결시켰고 이는 크롬웰과 의회의 갈등을 심화시켰다.
한편 크롬웰의 서인도 제도 공략은 계속되어 1654년 후반 스페인령 서인도 제도에 대한 침공을 감행하여 1655년 5월에는 자메이카를 점령하였다.
크롬웰은 국제 무역에서 잉글랜드의 주요 경쟁자였던 네덜란드를 견제하기 위해 유대인의 잉글랜드 재정착을 지원하였다. 잉글랜드에서 유대인은 에드워드 1세 시기 추방된 이래 350년 만에 다시 거주할 수 있게 되었다. 이는 당시 청교도의 다수가 보인 유대인에 대한 차별적 인식과는 다른 태도였기에 반발이 있었지만, 크롬웰은 내전 이후 무너진 잉글랜드의 경제를 되살릴 필요가 있었다. 크롬웰은 유대인 재정착에 반대하는 청교도들에게 성서를 인용하며 이들을 장기적으로 개종시키는 것이 기독교인들의 의무라고 정당화하였다. 1655년 12월 화이트홀 회의에서 크롬웰은 전도와 개종의 필요를 강조한 로마서 10장 12-15절을 인용하였다. 그러나 청교도 신학자였던 윌리엄 프린은 크롬웰의 이와 같은 주장에 극렬히 반대하였다.
1657년 3월 23일 잉글랜드는 스페인과 맞서기 위해 내전 당시 찰스 1세와 2세를 지원하였던 루이 14세와 파리 조약을 체결하였다. 크롬웰은 프랑스에 6천 명의 병력과 전함의 공급을 약속하였고 프랑스는 이에 대한 댓가로 마르디크와 됭케르크를 잉글랜드에 양도하여 스페인의 사략선에 의한 통상파괴를 방어할 수 있도록 하였다.
1657년 의회는 크롬웰에게 왕위 즉위를 권하였다. 크롬웰은 6주 동안이나 고민하며 군주가 되고 싶은 욕망이 없지 않음을 보였지만, 스스로의 지위인 호국경의 명칭 자체가 그가 천명한 군주제 폐지의 "도구" 역할을 자임하고 있었기 때문에 결국 포기할 수 밖에 없었다. 1657년 4월 13일 크롬웰은 자신이 국왕에 오르는 것은 신의 섭리가 아니라고 연설하였다. 대신 크롬웰은 1657년 6월 26일 웨스트민스터궁에서 호국경에 재임되면서 국왕의 대관식에 쓰이던 에드워드 왕의 의자에 앉았다. 이 행사에서 크롬웰은 왕홀을 들고 보라색 망토를 입어 사실상 대관식을 연상시켰다. 이로서 크롬웰은 왕과 다름 없는 지위를 누리게 되었는데 다른 점이 있다면 법률상 호국경의 지위는 세습되지 않는다는 것이었다.

## 죽음

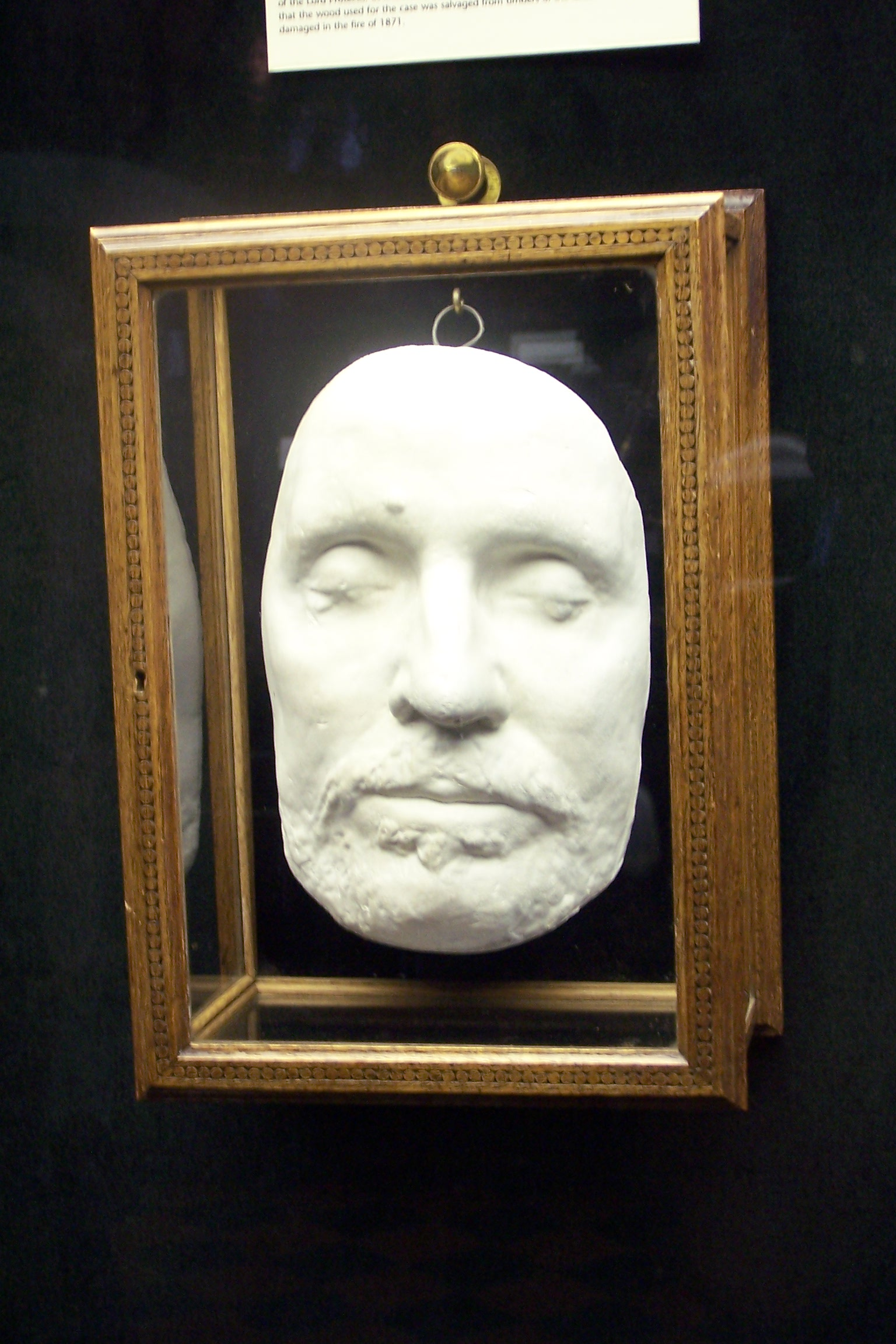
올리버 크롬웰의 데스 마스크. 워윅 성소재.

1658년에 그는 갑자기 말라리아에 걸렸고 당시 유일한 치료약인 퀴닌은 로마가톨릭의 예수회가 독점 판매하고 있었기 때문에 그의 평소 태도를 생각해 보면 투약을 거부했을 수도 있다. 이어서 비뇨기 질환이나 신장 질환이 원인인 것으로 보이는 증상이 발생했는데 신장결석일 수 있다. 잉글랜드에 주재하고 있던 베네치아 공화국의 대사는 크롬웰의 병세가 급속히 악화되는 것을 보고 무언가 흑막이 있을 수 있다는 의심을 베네치아 총독에게 보고하였다. 크롬웰은 1658년 9월 3일 화이트홀에서 59세의 나이로 사망하였다. 임종을 하며 크롬웰은 토머스 굿윈과 대화하면서 자신의 믿음이 신의 섭리에 따른 은혜라고 확신하였다. 잉글랜드는 국왕의 서거에 따른 국장과 같은 격으로 성대한 장례식을 치르고 크롬웰의 시신을 웨스트민스터 사원에 안치하였다.
호국경 지위는 법률상 세습되지 않는 것이었으나 크롬웰 사망후 그의 아들 리처드 크롬웰에게 계승되었다. 그러나 리처드는 아버지와 달리 군대 내의 지지 기반이 없었기 때문에 권력을 유지할 수 없었고 1659년 5월 사임하여 호국경 시대는 끝을 맺게 되었다. 다양한 파벌들 가운데 뚜렷하게 두각을 나타내는 집단이 없는 사이 왕당파이었다가 패전후 의회파로 전향하였던 조지 멍크는 왕정복고를 결심하고 신형군을 이끌고 런던으로 진군하여 장기의회를 복원하였다. 1660년 망명 생활을 마친 찰스 2세가 잉글랜드로 귀환하여 군주제가 부활하였다.
찰스 2세는 자신의 아버지인 찰스 1세가 처형된 지 12주년이 되는 1661년 1월 30일 크롬웰의 시신을 웨스트민스터 사원에서 끄집어 내어 부관참시하였다. 크롬웰의 몸은 타이번의 구덩이에 던져졌고 머리는 의회가 열리는 웨스트민스터궁 밖의 기둥에 전시되었다. 아무도 감히 이 처분을 반대할 수 없는 상황이었기 때문에 크롬웰의 머리는 1685년 찰스 2세가 사망할 때까지 그 자리에 걸려있어야 하였다. 웨스트민스터궁의 기둥에서 내려진 크롬웰의 머리는 여러 차례 이 사람 저 사람의 손에 넘겨졌는데 종종 경매의 대상이 되기도 하였다. 1814년 조시아 헨리 윌킨스라는 사람이 경매에서 크롬웰의 머리를 사들였다는 기록이 남아있다. 크롬웰의 머리는 1960년이 되어서야 그의 모교였던 케임브리지 대학교 시드니 서식스 컬리지에 안장될 수 있었다. 정확한 안장 위치는 도난이나 훼손에 대한 우려 때문에 공개되어 있지 않다.

## 크리스마스 금지
크롬웰은 청교도 정신 곧 성서주의에 근거하여 성탄절을 금지하였다. 마태복음서, 누가복음서에 예수의 탄생설화가 나오기는 하지만, 예수가 12월 25일에 태어났다는 이야기가 없기 때문일 것이다. 이러한 크롬웰의 종교적 원리주의는 사람들이 크롬웰에게서 등을 돌리는 원인들 중 하나로 작용했다.

## 같이 보기
- 영국 공화주의 운동

## 참고 문헌
- Adamson, John (1990), 〈Oliver Cromwell and the Long Parliament〉,   Morrill, John, 《Oliver Cromwell and the English Revolution》, Longman, ISBN 0-582-01675-4
- Adamson, John (1987), “The English Nobility and the Projected Settlement of 1647”, 《Historical Journal》 30 (3): 567–602, doi:10.1017/S0018246X00020896, S2CID 154769885
- Ashley, Maurice; Morrill, John (1999). 〈Oliver Cromwell〉. 《Encyclopædia Britannica》 (online). 2015년 5월 11일에 원본 문서에서 보존된 문서. 2020년 2월 7일에 확인함.
- Burch, Stuart (2003). 《On Stage at the Theatre of State: The Monuments and Memorials in Parliament Square, London》 (PDF) (PHD). Nottingham Trent University. 2022년 8월 18일에 원본 문서 (PDF)에서 보존된 문서. 2022년 8월 18일에 확인함.
- BBC staff (2014년 10월 3일), 〈The Execution of Charles I〉, 《BBC Radio 4—This Sceptred Isle—The Execution of Charles I.》, BBC Radio 4, 2008년 6월 28일에 원본 문서에서 보존된 문서, 2007년 11월 4일에 확인함
- Carlyle, Thomas, 편집. (1845), 《Oliver Cromwell's letters and speeches, with elucidations》 1904판 – “All five volumes (1872)” (PDF). 2006년 11월 2일에 원본 문서 (PDF)에서 보존된 문서. 2006년 10월 5일에 확인함. (40.2 MB);
- Churchill, Winston (1956), 《A History of English Speaking Peoples》, Dodd, Mead & Company, 314쪽
- Coward, Barry (1991), 《Oliver Cromwell》, Pearson Education, ISBN 978-0582553859
- Coward, Barry (2003), 《The Stuart Age: England, 1603–1714》, Longman, ISBN 0-582-77251-6
- Durston, Christopher (1998). 〈The Fall of Cromwell's Major-Generals (CXIII (450))〉 (PDF). 《English Historical Review》. CXIII. 18–37쪽. doi:10.1093/ehr/CXIII.450.18. ISSN 0013-8266.(구독 필요)
- Gardiner, Samuel Rawson (1886), 《History of the Great Civil War, 1642–1649》, Longmans, Green, and Company
- Gardiner, Samuel Rawson (1901), 《Oliver Cromwell》, ISBN 1-4179-4961-9
- Gaunt, Peter (1996), 《Oliver Cromwell》, Blackwell, ISBN 0-631-18356-6
- Hirst, Derek (1990), 〈The Lord Protector, 1653-8〉,   Morrill, John, 《Oliver Cromwell and the English Revolution》, Longman, ISBN 0-582-01675-4
- Jendrysik, Mark (2002), 《Explaining the English Revolution: Hobbes and His Contemporaries》, Lexington Books, ISBN 978-0739121818
- Kenyon, John; Ohlmeyer, Jane, 편집. (2000), 《The Civil Wars: A Military History of England, Scotland, and Ireland 1638–1660》, Oxford University Press, ISBN 0-19-280278-X
- Kishlansky, Mark (1990), “Saye What?”, 《Historical Journal》 33 (4): 917–937, doi:10.1017/S0018246X00013819, S2CID 248823719
- Lenihan, Padraig (2000), 《Confederate Catholics at War》, Cork University Press, ISBN 1-85918-244-5
- Lenihan, Padraig (2007), 《Consolidating Conquest: Ireland 1603–1727 (Longman History of Ireland)》, Routledge, ISBN 978-0582772175
- Macaulay, James (1891), 《Cromwell Anecdotes》, London: Hodder
- McMains, H.F. (2015), 《The Death of Oliver Cromwell》, University Press of Kentucky, 75쪽, ISBN 978-0-8131-5910-2
- Masson, David (1877), 《The Life of John Milton: 1654–1660》 5 7 volumes판, 354쪽
- Morrill, John (1990), 〈Cromwell and his contemporaries〉,   Morrill, John, 《Oliver Cromwell and the English Revolution》, Longman, ISBN 0-582-01675-4
- Morrill, John (1990), 〈The Making of Oliver Cromwell〉,   Morrill, John, 《Oliver Cromwell and the English Revolution》, Longman, ISBN 0-582-01675-4
- Morrill, John; Baker, Phillip (2008), 〈Oliver Cromwell, the Regicide and the Sons of Zeruiah〉,   Smith, David Lee, 《Cromwell and the Interregnum: The Essential Readings》, John Wiley & Sons, ISBN 978-1405143141
- Noble, Mark (1784), 《Memoirs of the Protectorate-house of Cromwell: Deduced from an Early Period, and Continued Down to the Present Time,...》 2, Printed by Pearson and Rollason
- Ó Siochrú, Micheál (2008). 《God's Executioner: Oliver Cromwell and the Conquest of Ireland》. Faber and Faber. ISBN 978-0-571-24121-7.
- Roots, Ivan (1989), 《Speeches of Oliver Cromwell》, Everyman Classics, ISBN 0-460-01254-1
- Rutt, John Towill, 편집. (1828), “Cromwell's death and funeral order”, 《Diary of Thomas Burton esq, April 1657 – February 1658》 (Institute of Historical Research) 2, 516–530쪽, 2011년 9월 24일에 원본 문서에서 보존된 문서, 2011년 11월 8일에 확인함
- Sharp, David (2003), 《Oliver Cromwell》, Heinemann, 60쪽, ISBN 978-0-435-32756-9
- Woolrych, Austin (1982), 《Commonwealth to Protectorate》, Clarendon Press, ISBN 0-19-822659-4
- Woolrych, Austin (1990), 〈Cromwell as a soldier〉,   Morrill, John, 《Oliver Cromwell and the English Revolution》, Longman, ISBN 0-582-01675-4
- Woolrych, Austin (1987), 《Soldiers and Statesmen: the General Council of the Army and its Debates》, Clarendon Press, ISBN 0-19-822752-3
- Worden, Blair (2012). 《God's Instruments: Political Conduct in the England of Oliver Cromwell》. OUP. ISBN 978-0199570492.
- Worden, Blair (1985), 〈Oliver Cromwell and the sin of Achan〉,   Beales, D.; Best, G., 《History, Society and the Churches》, Cambridge University Press, ISBN 0-521-02189-8
- Worden, Blair (1977), 《The Rump Parliament》, Cambridge University Press, ISBN 0-521-29213-1
- Worden, Blair (2000). “Thomas Carlyle and Oliver Cromwell”. 《Proceedings of the British Academy》 105: 131–170. ISSN 0068-1202.
- Young, Peter; Holmes, Richard (2000), 《The English Civil War》, Wordsworth, ISBN 1-84022-222-0